# Abbaye de Boneffe (bière)
L'abbaye de Boneffe est une bière brassée à la Brasserie de Tubize. 
L'abbaye de Bonneffe est une bière d'abbaye brune moeleuse titrant à 9 % en volume d'alcool et se réfère à l'ancienne Abbaye de Boneffe près d'Éghezée. 

## Histoire
L'abbaye de Boneffe a été créée en 2012 par Jean Rodriguez, propriétaire de la Brasserie de Tubize mais aussi du restaurant bruxellois 't Spinnekopje (L'arraignée en Bruxellois).